# Passione di famiglia
Passione di famiglia è un romanzo di Cristina Comencini edito da Feltrinelli e terzo classificato al Premio Rapallo Carige per la donna scrittrice 1995.

## Trama
In una famiglia aristocratica di Napoli, il vizio del gioco a carte ha rovinato finanziariamente le antenate delle due sorelle principesse protagoniste, che hanno ereditato la stessa “passione”.

## Edizioni
- C. Comencini, Passione di famiglia, Milano, Feltrinelli, 1994.